# Mercedes Sosa
Haydée Mercedes Sosa (San Miguel de Tucumán, 9 luglio 1935 – Buenos Aires, 4 ottobre 2009) è stata una cantante e attivista argentina, simbolo della sua terra e della lotta per la pace e i diritti civili contro la dittatura. Era solita definirsi cantora popular.
Era nota anche con il soprannome La Negra.

## Carriera da musicista

### Primi anni e successo
Nata da una famiglia povera, si appassiona fin dall'adolescenza delle danze popolari; nell'ottobre 1950 partecipa, vincendo, a una manifestazione canora radiofonica a Tucumán.
Nel 1960 fa parte del Movimiento del Nuevo Cancionero, una corrente sorta nella provincia di Mendoza, che intende rinnovare la canzone popolare, rappresentando la vita quotidiana argentina. Ne fanno parte anche Armando Tejada Gómez, Manuel Oscar Matus e Tito Francia.
Insieme col marito Manuel Oscar Matus tiene concerti all'Università e pubblica il primo disco, Canciones con fundamento.
Il maggior riconoscimento viene ottenuto nel 1965 al Festival Nacional de Folklore di Cosquín, lanciata dal Jorge Cafrune; nello stesso anno incide il disco collettivo Romance de la muerte de Juan Lavalle, con Ernesto Sabato e Eduardo Falú, cantando Palomita del valle.
Nel marzo 1966 incide Yo no canto por cantar, un LP comprendente Canción del derrumbe indio, Canción para mi América, Chayita del vidalero, Los inundados, Zamba para no morir, Tonada de Manuel Rodríguez e Zamba al zafrero. Il successo la porta a incidere l'ottobre successivo Hermano e alla fine del 1967 esce Para cantarle a mi gente.
In quell'anno si esibisce in una lunga tournée che la porta a Miami, a Lisbona, a Porto, a Roma, a Varsavia, a Leningrado, a Baku e a Tbilisi. In quell'occasione conosce il musicista Ariel Ramírez che le propone l'incisione di Mujeres Argentinas, conclusa solo nel 1969, dopo l'apparizione di Zamba para no morir, una compilazione di temi di successi precedenti e di Con sabor a Mercedes Sosa, che comprende la canzone di successo Al jardín de la República.
Nel 1970 partecipa al film El Santo de la Espada, di Leopoldo Torre Nilsson, sulla vita del generale e patriota argentino José de San Martìn; escono anche gli album Navidad con Mercedes sosa e El grido de la tierra, che contiene il celebre inno Cancion con todos, una canzone di speranza per tutto il Sudamerica. Nel 1971 edita La voz de Mercedes Sosa e Homenaje a Violeta Parra, in cui canta numerose canzoni della famosa cantante cilena, fra cui la celeberrima Gracias a la vida. Partecipa a un altro film di Leopoldo Torre Nilsson, La tierra en armas, in cui interpreta l'eroina peruviana Juana Azurduy.
Nel 1972, nonostante gli attacchi dei militari, esce Hasta la victoria, un album con canzoni di chiaro contenuto sociale e politico e Cantata Sudamericana, con musica di Ariel Ramírez e versi di Félix Luna.
Dopo Traigo un pueblo en mi voz, del 1973 e A que florezca mi pueblo, del 1975, nel 1976 esce Mercedes Sosa con i contributi dei poeti Víctor Jara, Pablo Neruda, Alicia Maguiña e Ignacio Villa. Nel 1977 rende omaggio a uno dei maggiori cantanti popolari argentini con Mercedes Sosa interpreta a Atahualpa Yupanqui.

### L'esilio e il ritorno della democrazia
Con l'instaurazione della dittatura militare la sua musica di denuncia inizia ad essere invisa ai militari, dapprima è vittima della censura, poi, viene imprigionata durante un concerto a La Plata e infine nel 1979 è costretta all'esilio a Parigi e l'anno dopo a Madrid. Durante l'esilio dedica molti brani alla sua patria e alla speranza di cambiamento e di pace e democrazia per gli argentini, come il brano Todo cambia (scritto da Julio Numhauser) e Sólo le pido a Dios.
Torna in Argentina il 18 febbraio 1982, alla vigilia della caduta del regime e si esibisce tredici volte al Teatro dell'Opera di Buenos Aires, accompagnata dai musicisti rock León Gieco e Charly García; dai concerti viene tratto l'LP Mercedes Sosa en Argentina. Tutti i suoi concerti in quell'occasione iniziano con il brano Todavía cantamos, un inno alla resistenza e alla speranza.
Il ritorno alla democrazia coincide con il successo discografico del live Mercedes Sosa en Argentina dallo Stadio Ferro Carril Oeste. Lo spettacolo diventerà poi parte del documentario a lei dedicato, Como un pájaro libre, che darà il nome ad un omonimo album.
Mercedes Sosa diventa il simbolo della resistenza e della speranza; nel 1984 realizza lo storico spettacolo Corazón americano, con Milton Nascimento e León Gieco, che ha luogo allo stadio Vélez Sarsfield di Buenos Aires; l'esecuzione, con gli altri due artisti, del brano Sólo le pido a Dios diventa l'inno delle nuove generazioni alla libertà riconquistata.
Il concerto è inserito all'interno del film su Mercedes, Será posible el sur?, realizzato dal regista tedesco Stefan Paul, un viaggio con Mercedes Sosa attraverso la nazione argentina, dal nord al sud, la sua gente e la sua storia.

### Icona della libertà e simbolo del Sudamerica
Nel 1988 realizza il tour Three Voices (recentemente pubblicato sull'omonimo DVD), assieme alla folksinger e attivista per i diritti civili Joan Baez e al cantautore tedesco Konstantin Wecker. In quel tour spicca l'indimenticabile interpretazione di Gracias a la vida, il brano di Violeta Parra che Mercedes e la Baez avevano già inciso separatamente e che ora interpretano, con un nuovo arrangiamento, in duetto.
Nel 1988 lancia Amigos míos, una compilation nella quale compaiono brani di Milton Nascimento, Pablo Milanés, Teresa Parodi, Charly García, Fito Páez e Raimundo Fagner
Nel 1989 riceve la medaglia dell'Ordine del Cavaliere delle Arti e della Letteratura, consegnatole dal Ministro della Cultura Francese. Nel 1992, le viene conferita la carica di cittadino onorario della città di Buenos Aires, nel Salone d'Oro del Consiglio e negli Stati Uniti dove viene nominata ospite onorario del Texas e Houston, dal Sindaco e dal Governatore di Stato.
Nel 1993 partecipa alla colonna sonora del film Convivencia, duettando con Pablo Milanós e Roberto Goyeneche, uno dei più grandi cantanti di tango.
A novembre, sulla scia di un successo inarrestabile, esce la compilation Mercedes Sosa, 30 años, un disco che raggiunge i vertici nelle classifiche delle vendite; l'anno successivo Gestos de amor è Disco di Platino; gli album seguenti hanno parimenti un enorme successo.
Nel marzo 1997, Mercedes Sosa rappresenta l'America Latina e le isole caraibiche, in veste di Vice Presidente della Commissione per la stesura della Carta della Terra: il convegno stila un documento per la Tutela dell'Ambiente equivalente alla Carta dei Diritti Umani.
Nello stesso anno, dopo l'uscita dell'album Alta fidelidad-Mercedes Sosa canta a Charly García, il suo stato di salute peggiora: più volte in pericolo di vita, si ristabilisce solo dopo mesi di sofferenza, al termine dei quali realizza un nuovo album, non a caso intitolato Al Despertar che riceverà poi il Premio Gardel come Disco dell'Anno. Riprende a cantare incidendo nuovi album (l'ultimo nel 2005). Nel 2008 il documentario Será posible el sur? viene pubblicato su DVD con l'aggiunta di un'intervista a Mercedes in occasione del suo concerto a Stoccarda lo stesso anno, e parte del concerto.
Il tour europeo, iniziato nel 2008, doveva proseguire nel 2009, ma il management europeo ha comunicato l'annullamento del tour internazionale di Mercedes Sosa, dovuto a motivi di salute

## L'ultimo album
Nel 2009 esce l'album doppio Cantora - Un viaje íntimo, un album-tributo di duetti in cui Mercedes è affiancata dai principali artisti del Sudamerica, fra cui María Graña, Leopoldo Federico, Shakira, Lila Downs, Gustavo Cerati, Marcela Morelo, Jorge Drexler, Gustavo Santaolalla, Julieta Venegas, Caetano Veloso e molti altri.
L'album è in corsa per i Latin Grammy Awards, i prestigiosi riconoscimenti della musica latinoamericana, che saranno consegnati il 5 novembre 2009 a Las Vegas. Mercedes Sosa ha conquistato diversi Latin Grammy sin dalla prima edizione, nel 2000, e poi nel 2003 e nel 2006. Nel 2010 "Cantora 1" è candidato nelle categorie miglior album dell'anno e miglior album folk.

## La morte
Il 4 ottobre 2009 sul sito internet della cantora viene pubblicato un messaggio della sua famiglia che ne annuncia la morte a 74 anni. A settembre era stata ricoverata in un ospedale di Buenos Aires per una disfunzione renale. La camera ardente viene allestita nel "Salone dei passi perduti" del Congresso argentino.
Il governo argentino in occasione della scomparsa della cantora ha adottato il decreto 1402/2009 nel quale sottolinea che la carriera di Mercedes Sosa fu sempre di grande impegno sociale; il decreto ne esalta lo spirito di solidarietà, l'onestà intellettuale, l'impegno artistico e sociale, la ferrea difesa dei diritti umani e delle giuste cause che negli anni '70 le causò la persecuzione della dittatura, la prigione e l'esilio fino al suo ritorno nel 1982. Lo stesso decreto dichiara lutto nazionale in tutto il territorio della Repubblica Argentina per il periodo di tre giorni a partire dal 4 ottobre.
Migliaia di persone hanno reso omaggio a Mercedes Sosa nella camera ardente e fra queste la presidente della repubblica Cristina Fernández de Kirchner, il marito, l'ex presidente Néstor Kirchner, il capo di gabinetto, il presidente della camera, il segretario generale della presidenza, 5 ministri e molti artisti quali Teresa Parodi, Luis Salinas, Marián Farías Gómez, Víctor Heredia, il calciatore Diego Armando Maradona e molti altri.
Tutto il Sudamerica ha manifestato il suo dolore. Il Perù ha proclamato il lutto nazionale, la presidente del Cile, Michelle Bachelet, le ha dedicato un ricordo e un lungo applauso, il presidente del Brasile, Lula da Silva, ha inviato un suo rappresentante ufficiale ai funerali, il presidente venezuelano Hugo Chávez ha pubblicato su un periodico argentino la lettera ufficiale di condoglianze inviata alla presidente argentina.
Lunedì 5 ottobre la salma è stata trasferita al cimitero di Chacarita per una cerimonia privata e la cremazione.

## Riconoscimenti

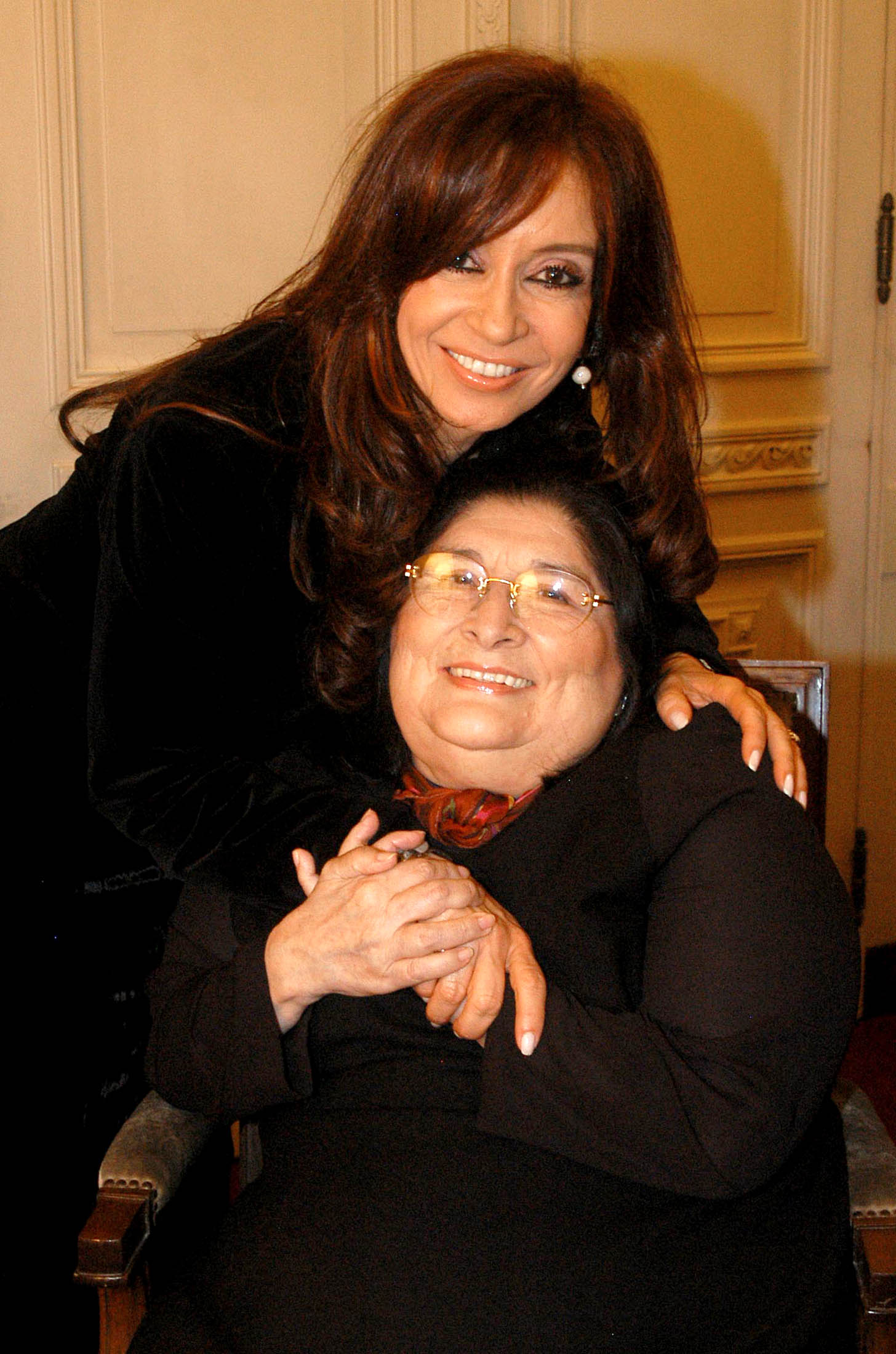
Settembre 2005: Mercedes Sosa, seduta, con Cristina Kirchner, presidente argentina

Nel corso della sua carriera, Mercedes Sosa ha ricevuto numerosi riconoscimenti, tra i quali la Medaglia per meriti culturali dallo Stato dell'Ecuador; la Targa della Mayor National University di San Marcos in Perù, per i 30 anni di carriera; il Premio ACE 1993 per l'album Sino ed il Martin Fierro 1994 per il miglior spettacolo televisivo.
Nel 1995 riceve il Premio CAMU-UNESCO, accordatole dal Consiglio Musicale Argentino e dal Segretario Regionale per l'America Latina e per le Isole Caraibiche; il Premio UNIFEM a carico delle Nazioni Unite, per il suo impegno in difesa dei diritti delle donne; il Konex Platinum 1995 come Miglior Cantante Folk ed il Diamond Konex come Miglior Artista popolare del decennio. È stata inoltre inclusa nella raccolta Global Divas dalla Conferenza delle Donne che fa capo all¹Ufficio Generale delle Nazioni Unite. Il disco, che contiene la canzone Gracias a la vida, riunisce alcune delle più importanti cantanti di tutti i tempi: Édith Piaf, Maria Farantouri, Marlene Dietrich, Amália Rodrigues, Lucha Reyes, Miriam Makeba, Celiana González, Marian Anderson, Aretha Franklin, Elis Regina, Maria Bethânia, Gal Costa e Celia Cruz.
Nel luglio 1996, a Porto Alegre, in Brasile, il Governo del Rio Grande le consegna la Medaglia Simoes Lopes Neto, per i meriti artistici e personali consacrati all¹unione dei popoli. Nell¹ottobre dello stesso anno riceve il Premio CIM-UNESCO 1996, consegnatole dal Consiglio Internazionale della Musica dipendente dall'UNESCO. Questa onorificenza viene solitamente conferita a musicisti o enti musicali che hanno contribuito a promuovere la musica come strumento di comprensione tra le persone, cooperazione tra le nazioni od altre finalità sancite nella Carta delle Nazioni Unite e nell¹atto costitutivo dell'UNESCO. Nel caso specifico il Consiglio ha dichiarato: “La Giuria ha ritenuto conferire a Mercedes Sosa questo premio, non solo per la brillante carriera, ma soprattutto per gli alti valori etici e morali dimostrati negli anni bui della storia argentina e per il costante impegno nella difesa dei diritti umani”. Alcuni giorni prima, presso il Consolato Argentino a New York, Mercedes Sosa riceve il Diploma ad Honorem dal Consiglio Inter Americano per la Musica e dalla Organizaciòn de Estados Americanos (OEA). Il 9 dicembre 1996, al Congresso Nazionale, i membri rappresentanti del suo paese le tributano il titolo di personalità culturale della nazione che ha agito in difesa della musica popolare argentina. Inoltre, nel marzo 1997, riceve il Premio ACE come migliore album folk Escondido en mi paìs dall'Associazione dei Giornalisti di Spettacolo.
Nel 1999 riceve il Premio Tenco come Operatore culturale

## Cover in italiano
Nel 2012 il cantautore italiano Vinicio Capossela inserisce nell'album Rebetiko Gymnastas una versione in italiano del brano di Mercedes Sosa Canción de las simples cosas.
Nell'ottobre 2013 è uscito l'album  "Viaggio intimo con Mercedes Sosa"  a lei dedicato, cantato da Maria Letizia Gorga
Nel 2017 è uscito l'album "La rubia canta la negra" della cantastorie italiana Ginevra Di Marco. Un omaggio a Mercedes Sosa costituito da celeberrime tracce della cantante argentina e da tre inediti.
Anche Simona Molinari la sta omaggiando con uno spettacolo teatrale.

## Biografie
- Mercedes Sosa, La Negra di Rodolfo Braceli (spagnolo)
- Mercedes Sosa, La Mami di Fabián Matus (spagnolo)
- Mercedes Sosa, The Voice of Hope di Anette Christensen (in spagnolo: Mercedes Sosa, La Voz de la Esperanza)
- Mercedes Sosa, More than a Song di Anette Christensen (in spagnolo: Mercedes Sosa, Mas que una Canción)

## Documentario
- Mercedes Sosa, La voz de Latinoamérica di Fabián Matus
- Mercedes Sosa, Será possible el sur? di Stefan Paul
- Como un Pájaro Libre di Ricardo Willicher
- Three Worlds, Three Voices, One Vision (registrazioni dal tour con Joan Baez e Konstantin Wecker in Germania nel 1988)
- Mercedes Sosa, Acústico en Suiza (Concerto dal vivo)
- Cantora, un viaje intimo (Registrazioni dalla registrazione del doppio CD "Cantora"

## Discografia
- Canciones con fundamento (1959)
- La voz de la zafra (1961)
- Hermano (1966)
- Yo no canto por cantar (1966)
- Para cantarle a mi gente (1967)
- Con sabor a Mercedes Sosa (1968)
- Mujeres argentinas (1969)
- El grito de la tierra (1970)
- Navidad con Mercedes Sosa (1970)
- Güemes, el guerrillero del norte (1971)
- Homenaje a Violeta Parra (1971)
- Cantata Sudamericana (1972)
- Hasta la victoria (1972)
- Mercedes Sosa y Horacio Guarany (single 1973)
- Traigo un pueblo en mi voz (1973)
- Mercedes Sosa y Horacio Guarany (single 1974)
- A que florezca mi pueblo (1975)
- Niño de mañana (1975)
- En dirección del viento (1976)
- Mercedes Sosa (1976)
- Mercedes Sosa interpreta a Atahualpa Yupanqui (1977)
- O cio da terra (1977)
- Serenata para la tierra de uno (1979)
- Gravado ao vivo no Brasil (1980)
- A quién doy (1981)
- Mercedes Sosa en Argentina (1982)
- Como un pájaro libre (1983)
- Mercedes Sosa (1983)
- Recital (1983)
- ¿Será posible el sur? (1984)
- Corazón americano (1985) (med Milton Nascimento og León Gieco)
- Vengo a ofrecer mi corazón (1985)
- Mercedes Sosa ’86 (1986)
- Mercedes Sosa ’87 (1987)
- Gracias a la vida (1987)
- Amigos míos (1988)
- Live in Europa (1990)
- De mí (1991)
- 30 años (1993)
- Sino (1993)
- Gestos de amor (1994)
- Oro (1995)
- Escondido en mi país (1996)
- Alta fidelidad (1997) (mod Charly García)
- Al despertar (1998)
- Misa Criolla (2000)
- Acústico (2002)
- Argentina quiere cantar (2003) (med Víctor Heredia og León Gieco)
- Corazón libre (2005)
- Cantora (2009)
- Deja la vida volar (2010)
- Censurada (2011)
- Siempre en ti (2013)
- Selva sola (2013)
- Ángel (2014)
- Lucerito (2015)